# Bravo-Jahrescharts 1969
Barry Ryan ist der neue Teeniestar, der mit Eloise einen Evergreenhit 1969 hatte. Die erste Mondlandung findet den passenden Hit mit dem Song In the Year 2525. Erstmals taucht ein Schlagerstar der 1970er Jahre in den Charts auf: Michael Holm. Auf den hinteren Plätzen findet das Comeback von Elvis Presley statt. In the Ghetto kommt auf Platz 14. The Bee Gees haben zwar keinen großen Hit in diesem Jahr, jedoch kommt Robin Gibb mit seiner ersten Soloaufnahme Saved by the Bell immerhin auf Platz 15.

## Bravo-Jahrescharts 1969
1. Eloise – Barry Ryan – 445 Punkte
2. Das Mädchen Carina – Roy Black – 377 Punkte
3. Love Is Love – Barry Ryan – 364 Punkte
4. Dizzy – Tommy Roe – 334 Punkte
5. Ich denk’ an dich – Roy Black – 320 Punkte
6. In the Year 2525 – Zager and Evans – 316 Punkte
7. Honky Tonk Women – The Rolling Stones – 292 Punkte
8. Atlantis – Donovan – 287 Punkte
9. Ob-La-Di, Ob-La-Da – The Beatles – 275 Punkte
10. Mendocino – Michael Holm – 269 Punkte

## Bravo-Otto-Wahl 1969

### Beat-Gruppen
1. Goldener Otto: The Bee Gees
2. Silberner Otto: The Beatles
3. Bronzener Otto: The Lords

### Sänger
1. Goldener Otto: Roy Black
2. Silberner Otto: Udo Jürgens
3. Bronzener Otto: Barry Ryan

### Sängerinnen
1. Goldener Otto: Manuela
2. Silberner Otto: Wencke Myhre
3. Bronzener Otto: France Gall